# Santalaceae
Santalaceae је фамилија дикотиледоних биљака из истоименог реда, Santalales. Обухвата 44 рода са око 1000 врста. Сем традиционално обхваћених родова, према савременим класификационим схемама — APG (1998), APG II (2003), APG III (2009) — фамилија обухвата и родове фамилија Eremolepidaceae и Viscaceae. Из традиционалне фамилије  изузети су родови Anthobolus, Arjona и Quinchamalium.
Фамилија је космополитски распрострањења, одсуствује у хладном појасу и у пустињским областима. Познати представници су имела, имелица и сандал.